# Geodia kuekenthali
Geodia kuekenthali är en svampdjursart som beskrevs av Thiele 1900. Geodia kuekenthali ingår i släktet Geodia och familjen Geodiidae.
Artens utbredningsområde är havet kring Indonesien. Inga underarter finns listade i Catalogue of Life.